# Val-d’Izé
Val-d’Izé (bret. Nant-Izeg) – miejscowość i gmina we Francji, w regionie Bretania, w departamencie Ille-et-Vilaine.
Według danych na rok 1990 gminę zamieszkiwało 1811 osób, a gęstość zaludnienia wynosiła 41 osób/km² (wśród 1269 gmin Bretanii Val-d’Izé plasuje się na 348. miejscu pod względem liczby ludności, natomiast pod względem powierzchni na miejscu 105.).